# Hurricane Bianca
Hurricane Bianca je americký hraný film z roku 2018, který režíroval Matt Kugelman podle vlastního scénáře. V hlavní roli hraje  Roy Haylock, který zvítězil v šesté sezóně Rupaul's Drag Race. Snímek měl světovou premiéru dne 3. června 2018.

## Děj
Učitel Richard Martinez se přestěhuje z New Yorku do Milfordu, malého města v Texasu, kde začíná pracovat v nové škole. Brzy poté zaměstnanci školy zjistí, že Richard je gay. Proto je vyhozen ze školy, podle zákonů státu Texas zcela legálně. Richard to tak nenechá a rozhodne se pomstít, a tak se vrací jako Bianca Del Rio.

## Obsazení
| Roy Haylock                  | Richard Martinez / Bianca Del Rio |
| Rachel Dratch                | Deborah Ward                      |
| Bianca Leigh Karma Johnstone | Karma                             |
| Denton Blane Everett         | trenér Chuck                      |
| Willam Belli                 | Bailey                            |
| Shangela Laquifa Wadley      | kamarád v New Yorku               |
| Téa Mckay                    | Keeley Carson                     |
| Kaleb King                   | Bobby                             |
| Molly Ryman                  | Carly Ward                        |
| Ted Ferguson                 | ředitel Wayne                     |
| Alan Cumming                 | Lawrence Taylor                   |
| Alyssa Edwards               | Ambrosia Salad                    |
| RuPaul                       | RuStorm                           |